# 小笠原吉光
小笠原 吉光（おがさわら よしみつ、生年不明 - 慶長12年3月5日（1607年4月1日））は、江戸時代前期の武士。名は忠重（ただしげ）ともいう。尾張徳川家家臣。下総国佐倉藩の嫡子。小笠原吉次の長男。弟に長光。小笠原監物。
父が徳川家康の四男・松平忠吉の付家老となったため、吉光も忠吉に仕えた。男色にて寵愛され、武に優れた家臣団を与えられ一万四千石を知行していた。石川吉信・稲垣将監らと共に藩政を取り仕切っていたが、突然出奔し、奥州松島の寺に蟄居した。

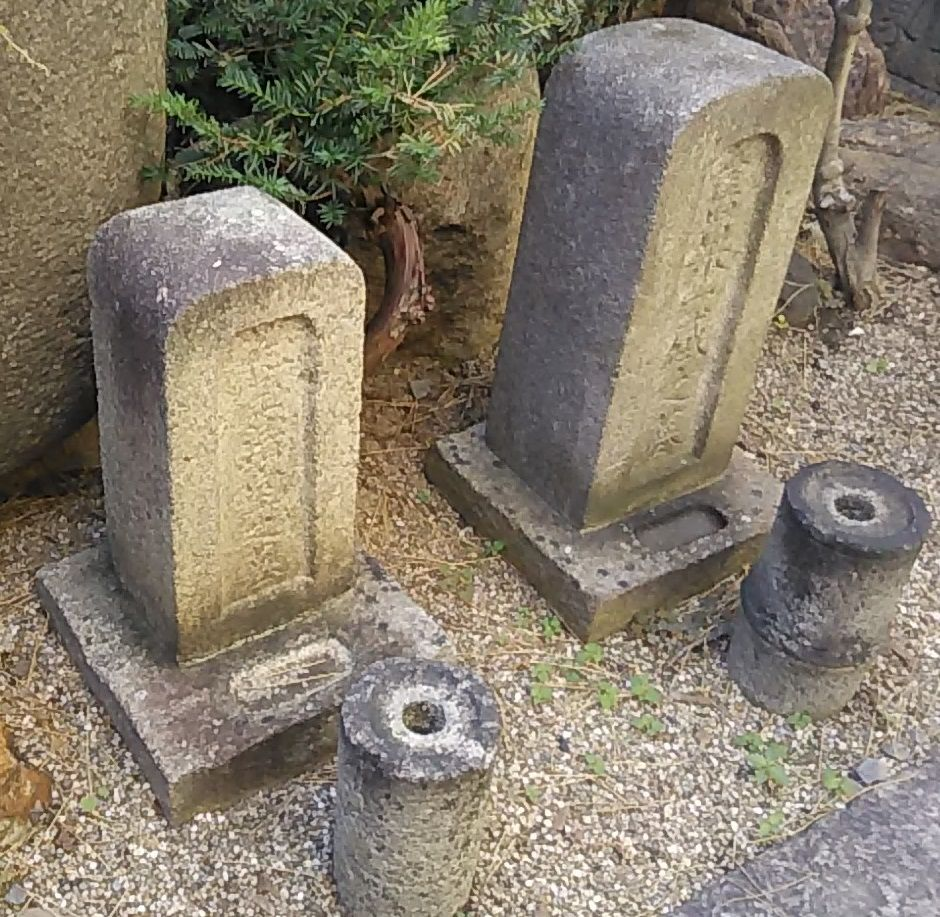
小笠原吉光の墓(右・名古屋市性高院)

しかし、翌年の慶長12年（1607年）に忠吉が没したとの報告を受けた吉光は、松島から四日で江戸に急行した。前日に父との再会を果たしたのちに、忠吉の菩提寺となった増上寺で殉死した。これは主君の生前に、石川・稲垣らと共に約束したことであり、二人は既に殉死していた。吉光は香を焚き、茶筅髪に白小袖と長袴の姿で寺の庭に出ると、立ったまま切腹し、生前から定めておいた介錯人（旧友である山内真次。山内に不都合がある場合は服部小膳。）の手による介錯を受けたと伝わる。  
墓碑銘に「旧果一感之墓」とある。
殉死の際、吉光家臣で松島蟄居時も傍に仕えた中川清九郎（佐々記内）も、吉光の数度の制止も聞くことなく、十九歳にして吉光の後を追い殉死した。